# 陳叔堅
陳叔堅（ちん しゅくけん、生没年不詳）は、南朝陳の皇族。長沙王。宣帝陳頊の四男。字は子成。

## 経歴
叔堅は陳頊と何淑儀のあいだの子として生まれた。叔堅の母の何氏はもともと呉中の酒家で書き物屋の仕事をしており、陳頊が若いときに飲みに行って知り合い、情交を持つ関係となった。陳頊が顕位につくと、何氏は淑儀として召し出された。
叔堅は若くして素行が悪く狡猾であり、酒を飲んでは凶暴化した。いっぽう数術・卜筮・呪禁を好み、金を溶かして玉を加工する技術を究めていた。天嘉年間、豊城侯に封じられた。
太建元年（569年）1月、長沙王に封じられ、東中郎将・呉郡太守となった。太建4年（572年）1月、宣毅将軍・江州刺史となり、佐史を置いた。太建7年（575年）10月、雲麾将軍・郢州刺史に任じられたが、赴任しなかった。12月に平越中郎将・広州刺史に転じた。太建8年（576年）6月、平北将軍・合州刺史となった。11月、平西将軍・郢州刺史となった。太建11年（579年）、入朝して翊左将軍・丹陽尹となった。
叔堅は異母兄の始興王陳叔陵とともに賓客を招き集め、権勢を争っていた。太建14年（582年）1月、宣帝が死去したとき、陳叔陵はその部下に命じて剣を取るよう命じたが、部下はその意図を悟らず、朝服に佩く木剣を取って進上したので、陳叔陵は怒った。叔堅はそばにいてこのいきさつを聞いていたため、異変を疑って、陳叔陵の動静を監視した。翌日、亡くなった宣帝の衣服を改める儀式の途中、陳叔陵は薬をくだく刀を袖に走り進み、後主に切りつけた。刀は後主のうなじに当たり、後主は地に悶絶した。皇太后と後主の乳母の楽安君呉氏が身をもってかばい、後主は落命をまぬかれた。叔堅は自ら陳叔陵を羽交い締めにして捕らえた。叔堅はその刀を奪い、陳叔陵を殺そうと後主の意向を訊ねたが、後主は応答できなかった。陳叔陵はもともと膂力が強かったため、一瞬の隙をとらえて脱出し、雲龍門を出て、東府城に入った。陳叔陵は部下に命じて青渓橋道を遮断し、東府城の囚人を釈放して戦士に当てた。さらに新林に人を派遣して、かれの管轄する兵馬を呼び寄せさせた。ときに建康の城内に反乱に対抗するべき有力な部隊がいなかったため、叔堅は皇太后に上申して太子舎人の司馬申を蕭摩訶のもとに派遣し、陳叔陵の反乱を討つよう命じた。その日のうちに蕭摩訶は陳叔陵の部将の戴温や譚騏驎らを捕らえて台城に送り、尚書閤下で斬らせ、その首級を持って東府城の周りを巡らせた。陳叔陵は恐慌を起こして、自らの妻妾を殺し、部下数百人を率いて新林に逃れようとした。しかし蕭摩訶の追撃を受けて、陳叔陵は丹陽郡で斬られた。叔堅は功績により驃騎将軍・開府儀同三司・揚州刺史に任じられた。9月、驃騎将軍・揚州刺史のまま司空に転じた。
後主は受けた負傷のために朝政をみることができず、陳の国政は全て叔堅の決裁に委ねられた。叔堅は勝手気ままにふるまい、不法の事も多く、その権勢は朝廷を傾けた。後主は叔堅のふるまいを憎み、皇太子時代からの直臣である孔範・管斌・施文慶らとひそかに相談して、奪権を計画した。至徳元年（583年）1月、後主の命により叔堅は江州刺史に任じられた。任地に出発する前に、8月に驃騎将軍・司空に任じられたが、政治の実権からは遠ざけられた。叔堅はこれに不満を抱き、左道厭魅の助けを借りて、木で人形を刻み、後主を呪詛した。12月、密告があって呪詛事件は発覚し、後主は叔堅を召し出して西省に拘留した。後主は叔堅を死罪に処そうとしたが、叔堅が自らの罪を殊勝に認めたことから、考えを変えて一命を赦し、王邸に帰らせた。至徳2年（584年）7月、侍中・鎮左将軍として再起した。至徳3年（585年）1月、征西将軍・荊州刺史として出向した。至徳4年（586年）1月、中軍大将軍・開府儀同三司の位を受けた。禎明2年（588年）、任期を終えて建康に帰還した。
禎明3年（589年）、陳が滅亡すると、関中に入った。瓜州に移され、叔賢と名を改めた。かれの家人は生業を営むことを知らず、妃の沈氏とともに酒を売買し、人を雇って仕事をさせた。隋の大業年間、遂寧郡太守となった。

## 伝記資料
- 『陳書』巻28 列伝第22
- 『南史』巻65 列伝第55